# Vacuum (film 2012)
Vacuum è un film del 2012 diretto da Giorgio Cugno.

## Trama
Nel reparto maternità dell'ospedale, Arianna e suo marito Milo sono felici per la nascita del loro bambino. Sei mesi dopo, tutto è completamente diverso: per la giovane donna, la vita quotidiana in un appartamento di periferia di Torino è diventata una routine estenuante focalizzata esclusivamente sul bambino. Mattia è cresciuto notevolmente, ma la situazione in fabbrica è triste e Milo vive costantemente sotto la minaccia del licenziamento. Così Arianna deve lasciare il bambino con i suoi genitori per un guadagno extra come donna delle pulizie. La crisi economica e la sua grave depressione influenzano profondamente la vita della giovane donna mentre cerca disperatamente di trovare se stessa. Invece di godersi le gioie della nuova maternità, Arianna cade sempre più profondamente in un triste vuoto.

## Riconoscimenti
- 13º Festival del Cinema Europeo 2012
  - Feature Films Competition - Best Film, premio FIPRESCI
  - Cineuropa Award, Jury's Special Prize
- 47º Festival internazionale del cinema di Karlovy Vary 2012
  - Forum of Independents
- 57º SEMINCI Semana Internacional de Cine de Valladolid 2012
  - Meeting Point
- 35º Festival du film italien de Villerupt 2012
  - Films Compétition
- 13° Tbilisi International Film Festival 2012
  - International Competition
- 36° Göteborg International Film Festival 2013
  - Section Debuter
- 28° Les Journées Du Cinéma Italien - Nice 2013
  - Films Compétition